# Ђани Скики
Ђани Скики („Gianni Schicchi”) је југословенски музички филм из 1961. Режирао га је Данијел Марушић а либрето је написао Ђовакино Форцано.